# G.C.A.1 Pedro
Die G.C.A.1 Pedro war ein zweisitziges, einmotoriges Leichtflugzeug der italienischen Gruppo Costruzioni Aeronautiche. Sie war eine Holzkonstruktion mit Sperrholzbeplankung und als verstrebter Hochdecker mit Heckrad ausgeführt. Die beiden nebeneinander liegenden Sitze verfügten über eine Doppelsteuerung.

## Technische Daten
| Kenngröße                       | Daten      |
| ------------------------------- | ---------- |
| Besatzung                       | 2          |
| Länge                           | 6,29 m     |
| Spannweite                      | 10,13 m    |
| Höhe                            | 2,46 m     |
| Flügelfläche                    | 13,01 m²   |
| Radabstand Bugrad-Hauptfahrwerk | 2,00 m     |
| Maximale Abflugmasse            | 1820 kg    |
| Steigzeit auf 1000 Meter        | 6:30 min   |
| Gipfelhöhe                      | 5350 m     |
| Reiseflughöhe                   | 4300 m     |
| Leermasse                       | 340 kg     |
| max. Startmasse                 | 578 kg     |
| Motortyp                        | CNA D      |
| Luftschraube                    | Zweiblatt  |
| Motorleistung                   | 60 PS      |
| Höchstgeschwindigkeit           | 170,6 km/h |
| Reisegeschwindigkeit            | 150 km/h   |
| Normale Reichweite              | 550 km     |